# Arcadia (Dichtung)
Arcadia ist eine Schäferdichtung von Jacopo Sannazaro. Er schrieb diese etwa um 1480, die endgültige Fassung wurde erstmals 1504 in Neapel veröffentlicht. Mit seiner italienischen Arcadia hat Sannazaro die Literatur des 16. und 17. Jahrhunderts (Shakespeare, Philip Sidney, Margarete von Navarra, John Milton) nachhaltig beeinflusst.

## Inhalt
Die literarische Hirtenlandschaft Arkadien ist vor allem von Vergil (Eklogen) entworfen worden. Arkadien wurde von Vergil mit Elementen italienischer und peloponnesischer Landschaften beschrieben. Sannazaro dagegen benutzt als Berg- und Hirtenlandschaft sein Picentino. Die Quelle Vivula, der Bach Subucula sowie der weitläufige Wald konstituieren Sannazaros ´locus amoenus´.
Vor dem Hintergrund dieser Landschaft wird die Geschichte eines Jungen (Sincero) erzählt, der unter seiner Kleidung einen Dichter versteckt, der wegen Enttäuschungen in der Liebe und der politischen Situation aus Neapel flüchtet, um in einem idealisierten Arkadien zu wohnen. 
Die Bewohner dieser Landschaft sind Hirten, die Dichter und Freunde von Sannazaro repräsentieren, obwohl sie mit anderen Namen genannt werden. Meliseus ist z. B. als Pontano zu identifizieren, der Vorsteher der Accademia Pontaniana; Antonio Beccadelli, Gründer der Akademie und früherer Vorstand, trägt den Namen Androgeus. Sannazaro selbst als ein weiteres Alter Ego neben der Figur des Dichters nennt sich Ergasto. Aber der Aufenthalt in Arkadien ist nicht von langer Dauer: Ein furchterregender Traum (Allegorie auf den Untergang Neapels unter Karl VIII. im Jahre 1494 mit dem daraus folgenden Zusammenbruch des politischen Gleichgewichts, der stark von Neapel, Rom, Urbino und Florenz von Lorenzo Il Magnifico verursacht war) bringt den Dichter dazu, zurückzukehren.

## Form
Arcadia von Sannazaro kann als ein „Prosagedicht“ (Prosimetrum), d. h. eine Mischung von Prosa und Versen, definiert werden. Die Form der einzelnen Teile differiert stark. Einige Prosateile sind nur deskriptiv, andere, besonders im zweiten Teil, sind mehr narrativ. Wie die Prosa ist auch der poetische Teil abwechslungsreich. „Frottola“, „Barzelletta“, Madrigal und Kanzone sind nur einige poetische Formen, die von Sannazaro benutzt werden. Wegen des behandelten Themas und des Prosateils gilt Arcadia als eine Gattung des Schäferromans. Sannazaro mit seinem Roman Arcadia kann als Gründer dieser Gattung gelten.

## Entstehung
Die Geschichte der Arcadia hat zwei Redaktionstadien. Das erste Stadium folgt der Tradition von Manuskripten, die aus einem Vorwort (proemio) und zehn Einheiten Prosaverse bestehen. Anfangs wurde diese Sammlung Aeglogarum liber Arcadius inscriptus genannt, bevor Sannazaro den Namen Libro pastorale nominato (intitulato) Arcadio wählte (Schäferbuch genannt Arcadio). Einige Jahre darauf hat Sannazaro das Werk erneut bearbeitet. Erst dann hieß es Arcadia und bestand nun aus einer Widmung, einem Vorwort, zwölf Einheiten Prosaverse und einem Epilog A la sampogna (An die Sackpfeife). Drei Eklogen der Arcadia wurden von Sannazaro im Vorfeld zum Plan des Schäferromans verfasst. Es handelt sich dabei um die erste, die zweite und die sechste. Er bearbeitete diese um, als er sich entschied, sie in den Roman einzufügen. Die erste Fassung der Arcadia mit Vorwort und zehn Einheiten Prosaverse wurde gegen Ende des Jahres 1484 beendet und ohne die Erlaubnis des Schriftstellers in einer fehlerhaften Ausgabe in Venedig 1501 veröffentlicht. Diese Fassung wurde 1502 von Bernardino da Vercelli in Neapel wieder veröffentlicht. Die zweite Fassung wurde von Sannazaro gegen 1495 beendet. Diese letzte Fassung wurde von Pietro Summonte, Humanist und Mitglied der Accademia Pontaniana in Neapel im März 1504 herausgegeben. 

## Die Sprache
Arcadia repräsentiert die erste Prosa in einer Ex-novo-Sprache, die außerhalb der Toskana geschrieben wurde. Eine Originalität des Werkes ist auch die Wahl der italienischen Sprache, statt des im 15. und 16. Jahrhundert üblichen Lateins oder eines regionalen Dialektes. Die in Arcadia verwendete Form der italienischen Sprache stellt eine gute Mischung der Prosa von Boccaccio und der Dichtung von Petrarca dar.

## Rezeption
Als Arcadia im 16. Jahrhundert erschien, avancierte das Werk zum Bestseller. Allein in Italien wurden mehr als 66 Ausgaben veröffentlicht. Inspiriert zum Teil von klassischen Autoren der bukolischen Dichtung, die die pastorale Welt beschrieben (Vergil, Theokritos, Ovid, Tibull) und zum Teil von Giovanni Boccaccios Ameto, schrieb Sannazaro ein Werk, das als die erste Produktion der Europäischen Renaissance gelten kann. Arcadia erlebte zusammen mit Diana von Jorge de Montemayor (Los siete libros de la Diana, 1559) eine intensive Rezeption in der Literatur in ganz Europa bis zur Mitte des 17. Jahrhunderts. Vom Namen dieses Werks leitet sich der Name der gleichnamigen Akademie ab, gegründet in Rom am Ende des 17. Jahrhunderts.

## Ausgaben
Frühdrucke (Digitalisate)
- Venetia 1524

Neuzeitliche Ausgaben
- Iacopo Sannazaro: Arcadia. Introduzione e commento di Carlo Vecce. Carrocci, Roma 2013, ISBN 978-88-430-6623-0.
- Iacopo Sannazaro: Arcadia. A cura di Francesco Erspamer. Mursia, Milano 1990, ISBN 88-425-0426-2.

Onlineausgaben
- Arcadia (PDF; 350 kB). Laterza, Bari 1961.